# Мари де Гурне
Мари де Гурне (фр. Marie de Gournay; 6 октября 1565 года, Париж — 13 июля 1645 года, там же) — французская писательница, переводчица и философ. Выступала за доступ женщин к образованию. В число её работ входят такие произведения, как «Равенство мужчин и женщин» (1622 год) и «Горе дам» (Grief des dames, 1626). Также отредактировала и издала «Опыты» Мишеля де Монтеня после его смерти.

## Биография
Родилась в Париже в 1565 году в семье Гийома Ле Жарса, феодала и казначея короля Генриха III. После смерти отца в 1577 году семья Мари переехала в Гурне-сюр-Аронд.
Мари была самоучкой. Она самостоятельно изучала гуманитарные науки и латынь и во время занятий открыла для себя Мишеля де Монтеня. В 1588 году Мари познакомилась с ним лично: они случайно встретились в Париже, после чего Монтень назвал её «приёмной дочерью».
Гурне опубликовала свою первую книгу в 1594 году, и она называлась «Прогулка месье де Монтеня» (Le Proumenoir de Monsieur de Montaigne).
В 1591 году, после смерти матери, Мари переехала в Париж, оставив семейное имение своим братьям, которые позже будут вынуждены продать его.
В 1592 году, после смерти Монтеня, его жена передала Мари копии эссе мужа. В 1595 году Гурне опубликовала первую редакцию его эссе. Она обосновалась в Париже, собираясь зарабатывать на жизнь писательством. В 1608 году она написала статью, в которой размышляла на тему воспитания детей, которая была хорошо воспринята. Однако следующая её работа, «Adieu de l’ame du Roy de France et de Navarre», вызвала скандал, потому что в ней Мари защищала иезуитов, которых подозревали в заговоре против Генриха IV.
В Париже Гурне познакомилась с Юстом Липсием, который представил её Европе как писательницу. Мари писала для королевы Марго, Генриха IV, Марии Медичи и Людовика XIII и таким образом нашла себе сильных покровителей. Гурне пригласили присоединиться к салону королевы Марго, и она получала регулярную финансовую поддержку.
Мари переводила на французский Гайя Криспа, Овидия, Вергилия и Тацита. Она также написала несколько стихов и занималась адаптацией Пьера Ронсара. В 1616 она опубликовала сборник переводов стихов Вергилия, Тацита и Криспа, в предисловии к которым оспорила высказывание Малерба о том, что французский язык необходимо очистить. Гурне обвинили в том, что её взгляды устарели, а сама она старая дева. В ответ на критику Мари опубликовала «Равенство мужчин и женщин», которое посвятила Анне Австрийской.
В своей книге «Le Promenoir de M. de Montaigne qui traite de l’amour dans l’œuvre de Plutarque», опубликованной в 1626 году, она исследует проблему опасностей, с которыми сталкиваются женщины, когда становятся зависимы от мужчин. Благодаря небольшой пенсии, которую ей платил кардинал Ришельё, она смогла опубликовать последнюю редакцию эссе Монтеня в 1635 году.
Мари умерла в 1645 году, в возрасте 79 лет, и была похоронена в церкви Сент-Эсташ. Сейчас Гурне признаётся первой женщиной Франции, которая внесла вклад в литературоведческую критику.

## Взгляд на женское образование
Аргументы Гурне в защиту женского права на образование носят религиозный характер. Мари была католичкой и противницей протестантизма. Она защищала женское право на образование в двух своих работах: Égalité des Hommes et des Femmes (Равенство мужчин и женщин) опубликованное в 1622 году, и Grief des Dames (Горе дам) опубликованное в 1626 году. Мари писала, что мужчины и женщины равны потому, что «Бог даровал им один и тот же мир и одну и ту же честь». Она также писала, обращаясь к своим читателям: «Счастлив ты, читатель, если не относишься к тому полу, для которого запрещено всё хорошее».
Структура «Равенства мужчин и женщин» аналогична той, что использовала в своих работах Кристина Пизанская, и начинается с рассказа о великих женщинах прошлого в качестве иллюстрации женской способности к обучению. Мари подчёркивала равенство мужчин и женщин и не рассуждала на тему превосходства одних над другими. Однако она говорила, что нет ничего удивительного в том, что женщины воспринимались обществом как невежественные, некомпетентные и заинтересованные только своими телами, учитывая, что они почти не получали образования. Гурне утверждала, что если дать женщинам такие же возможности, привилегии и образование, какие есть у мужчин, женщины станут равны мужчинам в своих достижениях.
В «Горе дам» Мари сетовала на то, что женщины не могут владеть собственностью, быть свободными и иметь доступ к государственным должностям. Она утверждала, что образованные женщины имеют право быть услышанными в такой же степени, как и образованные мужчины. Как и Рене Декарт, Мари отделяла разум от тела и утверждала, что женский разум так же силён, как и мужской.